# 島津久中
島津 久中（しまづ ひさなか）は、薩摩国薩摩藩宮之城島津家第13代。

## 家系
宮之城島津家は、島津忠良の三男尚久に始まり、代々の当主の通称が「図書」で、忠長以降、薩摩国宮之城を領した。久方の代に一所持となり、久倫の代に大身分となる。家紋は宮之城十文字。

## 略歴
文化6年（1809年）薩摩藩宮之城領主島津久儔の子として生まれる。父久儔は、文化3年（1806年）2月に前藩主斉宣の六男泰之進を養子に迎えるが生後間もなく夭折。文化6年（1809年）には斉宣の九男範之進を養子に迎えるも、8月に夭折していたために久中が嫡子となった。
文政10年（1827年）父久儔の死去により家督を相続するが、同年9月に死去。享年19。家督は弟の久宝が相続した。